# ВИС-АВТО
«ВИС-АВТО» — российское предприятие, производитель специальных автомобилей и автокомпонентов, 100%-е дочернее предприятие компании АвтоВАЗ.
Находится в Комсомольском районе Тольятти, Самарская область (микрорайоне Шлюзовой).

## История
В 1991 году Приказом № 315 генерального директора ОАО «АвтоВАЗ» Каданникова В. В. основано ЗАО «ВАЗИНТЕРСЕРВИССНАБ» с целью выпуска автокомпонентов для ОАО «АвтоВАЗ», а также как дочернее производство пикапов и тягачей на базе автомобилей LADA.
В 2003 году предприятие вошло в структуру ЗАО «Группа СОК».
В 2011 году «Группа СОК» продала 50 % акций «ВАЗ-Траст», в которую входит ЗАО «ВАЗИНТЕРСЕРВИССНАБ», дочерней компании ОАО «Объединенные автомобильные технологии», входящей в государственную корпорацию «Ростех».
В 2012 году были объединены две дочерние структуры АвтоВАЗа ПАО ПСА «Бронто» и ЗАО «ВАЗИНТЕРСЕРВИССНАБ» в единую производственную структуру ПАО «ПСА ВИС-АВТО». В этом же году дочерняя компания ООО «Комплект-ЛТД» ликвидирована, её производственные мощности переведены в дочернюю ЗАО «Мотор супер», на производственной площадке расположилось производство климатических систем южно-корейской компании «HVCC».

## Деятельность
Предприятием производятся комплектующие изделия для автомобилей ВАЗ следующих направлений:
- тяги и наконечники тяг рулевой трапеции всех существующих моделей;
- диски сцепления ведомые и нажимные всех существующих моделей;
- тормоза задние в сборе, щиты, цилиндры и колодки заднего тормоза в сборе всех существующих моделей;
- рычаги нижние и растяжки нижних рычагов передней подвески;
- автокомпоненты: трубы и кронштейны вала рулевого управления, шаровые опоры, петли крышки багажника и т. д.

Для реализации автозапчастей класса «люкс» используется торговая марка «Vinters». Управление качеством осуществляется по системе ISO/TS 16949:2002, что подтверждено сертификатом аудиторской компании «UTAC».
Ранее компания ВИС-АВТО производила пикапы и фургоны на платформах LADA 2105 и LADA 2107 (ВИС-2345, ВИС-23452, ВИС-23454, ВИС-234500-30), LADA Samara (ВИС-1705, ВИС-1706, ВИС-2347, ВИС-23472).
В настоящее время выпускает фургоны и пикапы на платформе LADA Granta и LADA Largus, а также внедорожники и вездеходы под маркой «Бронто» на платформе LADA 4x4.
С 2017 года выпускает фургоны в комплектации «Дорожный мастер» для коммунальных служб по очистке остановок от рекламы, мытья светофоров, пешеходных ограждений и дорожных знаков.

## Галерея

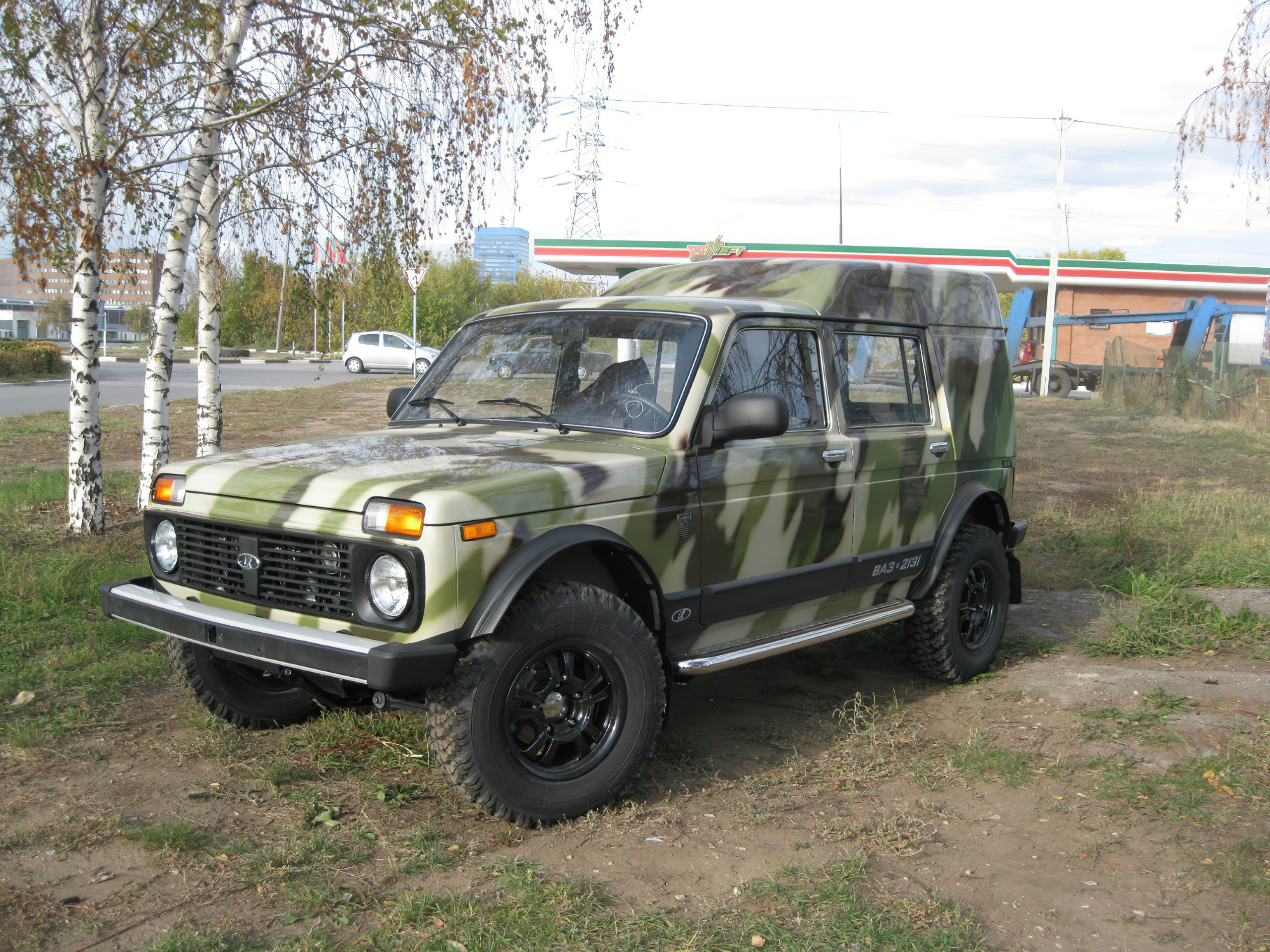
Бронто Форс-Комдив (Рысь-3)
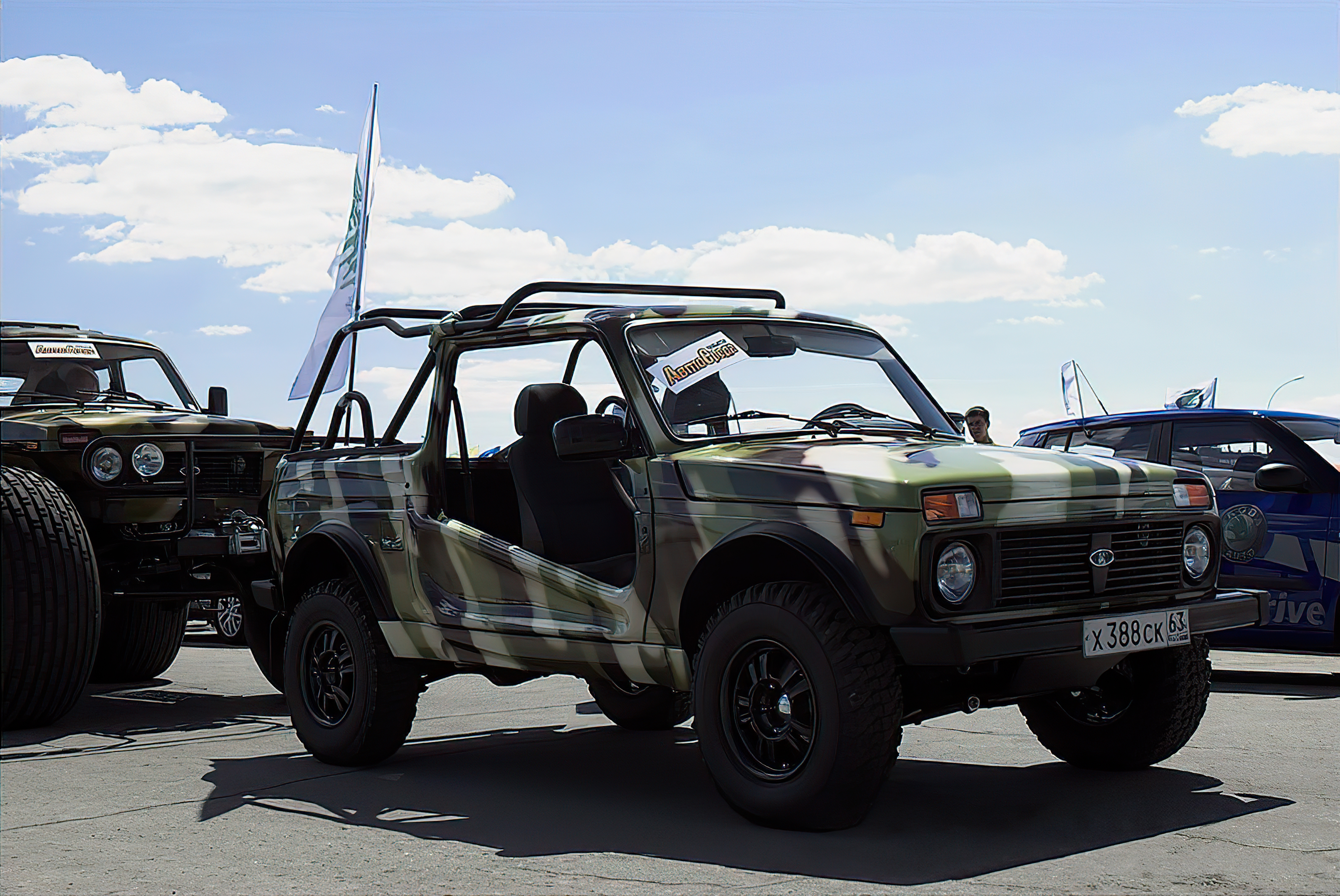
Бронто-Ландоле
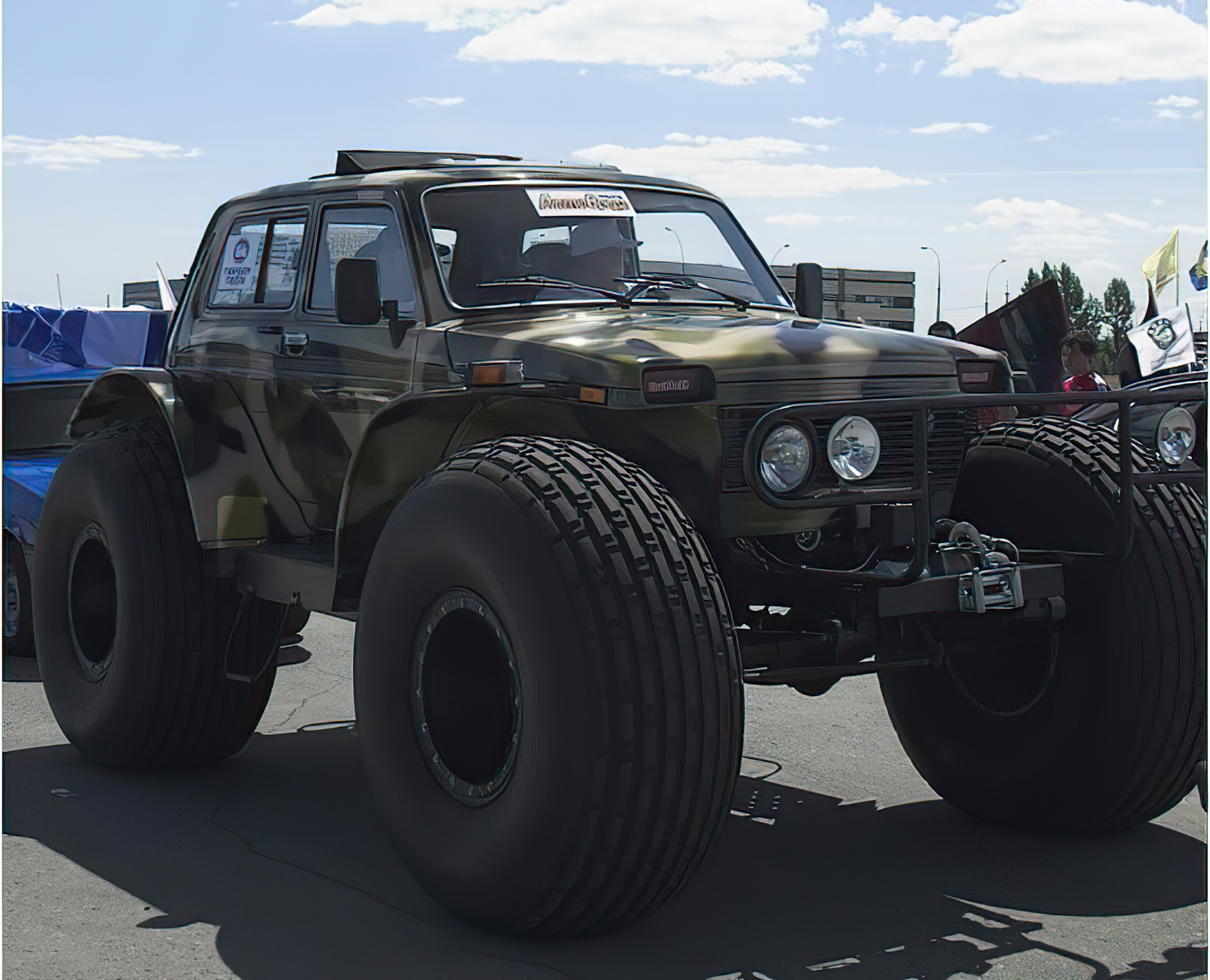
Бронто Марш-1
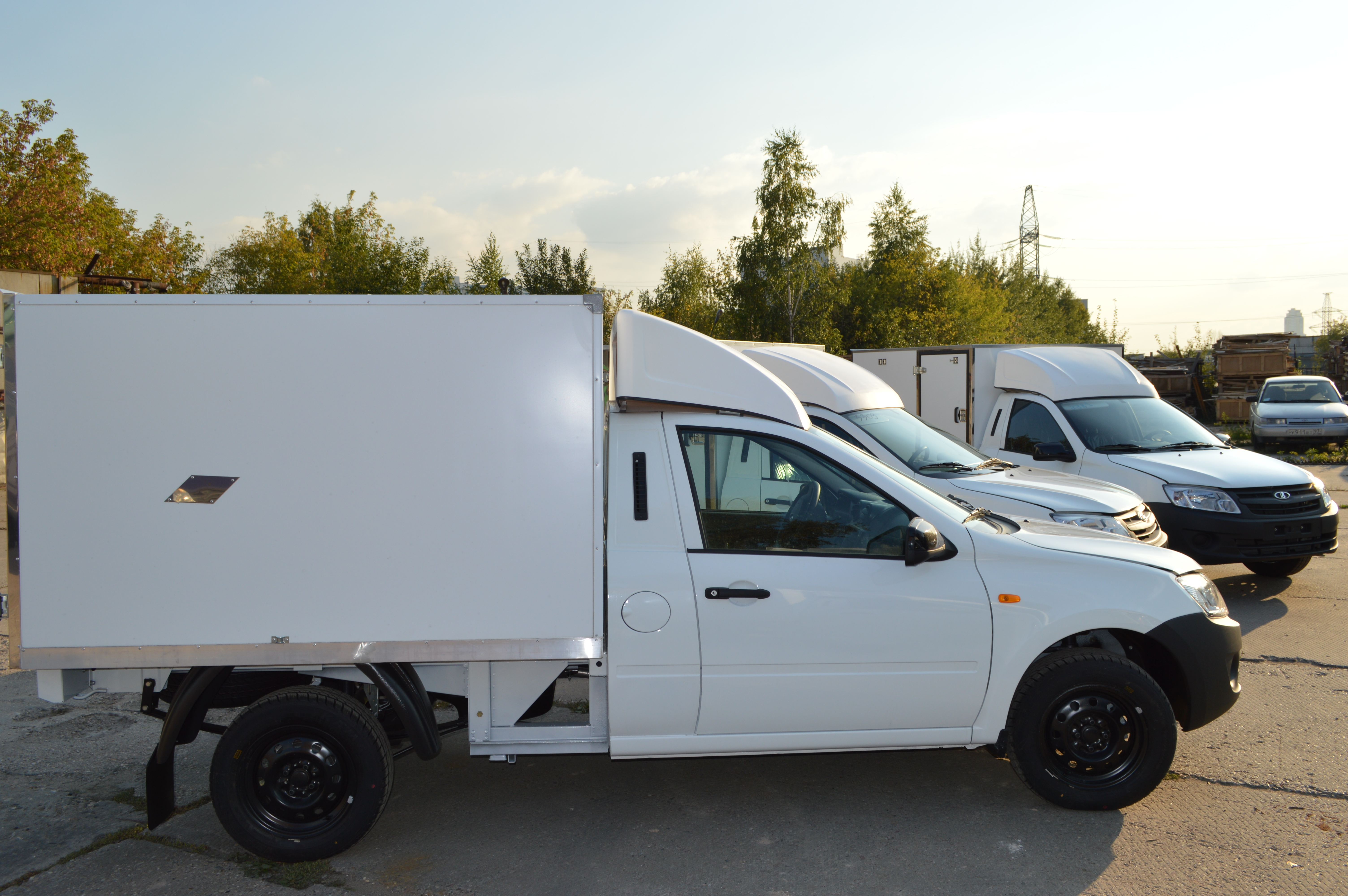
ВИС-2349
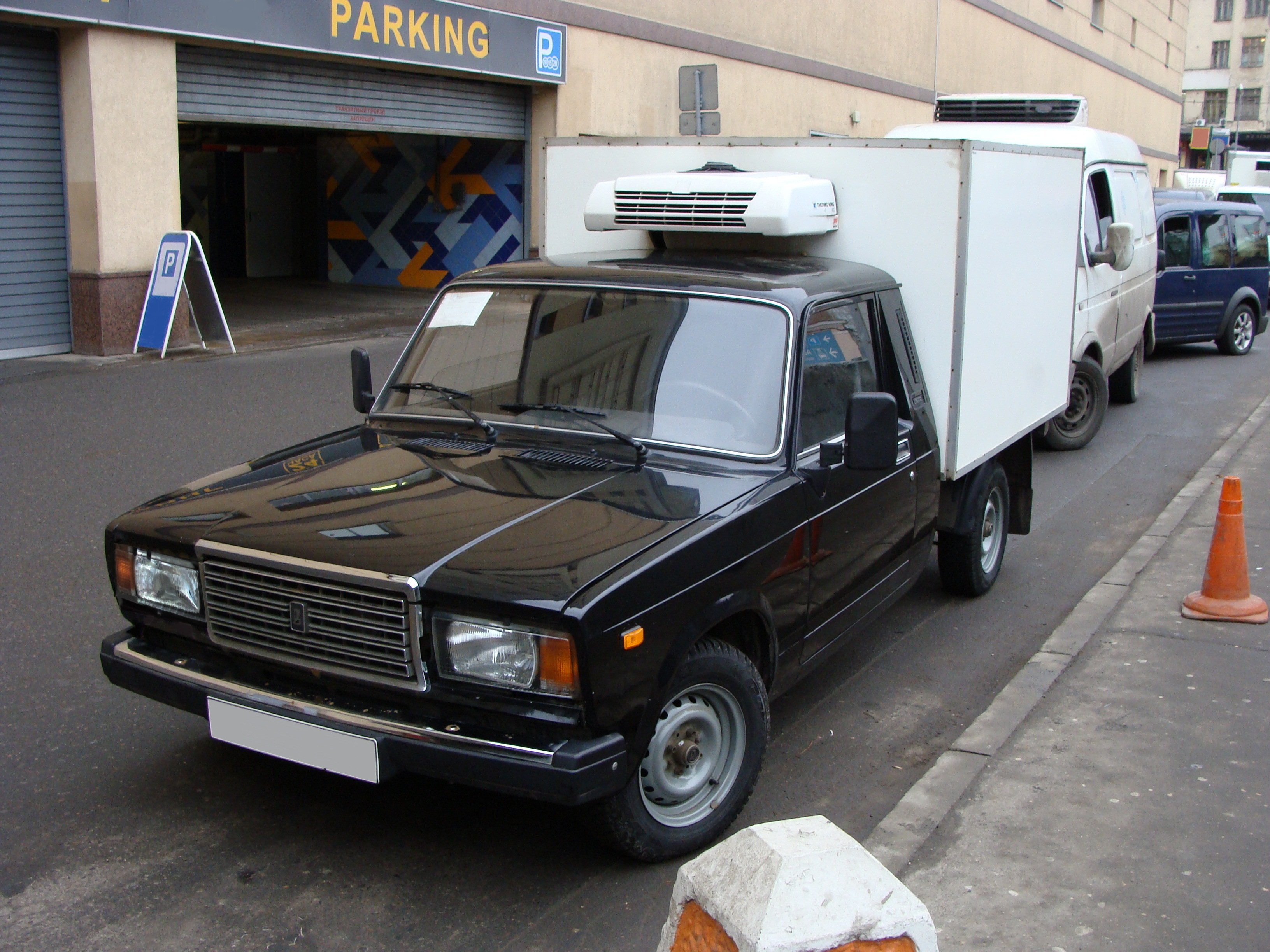
ВИС-234500-30
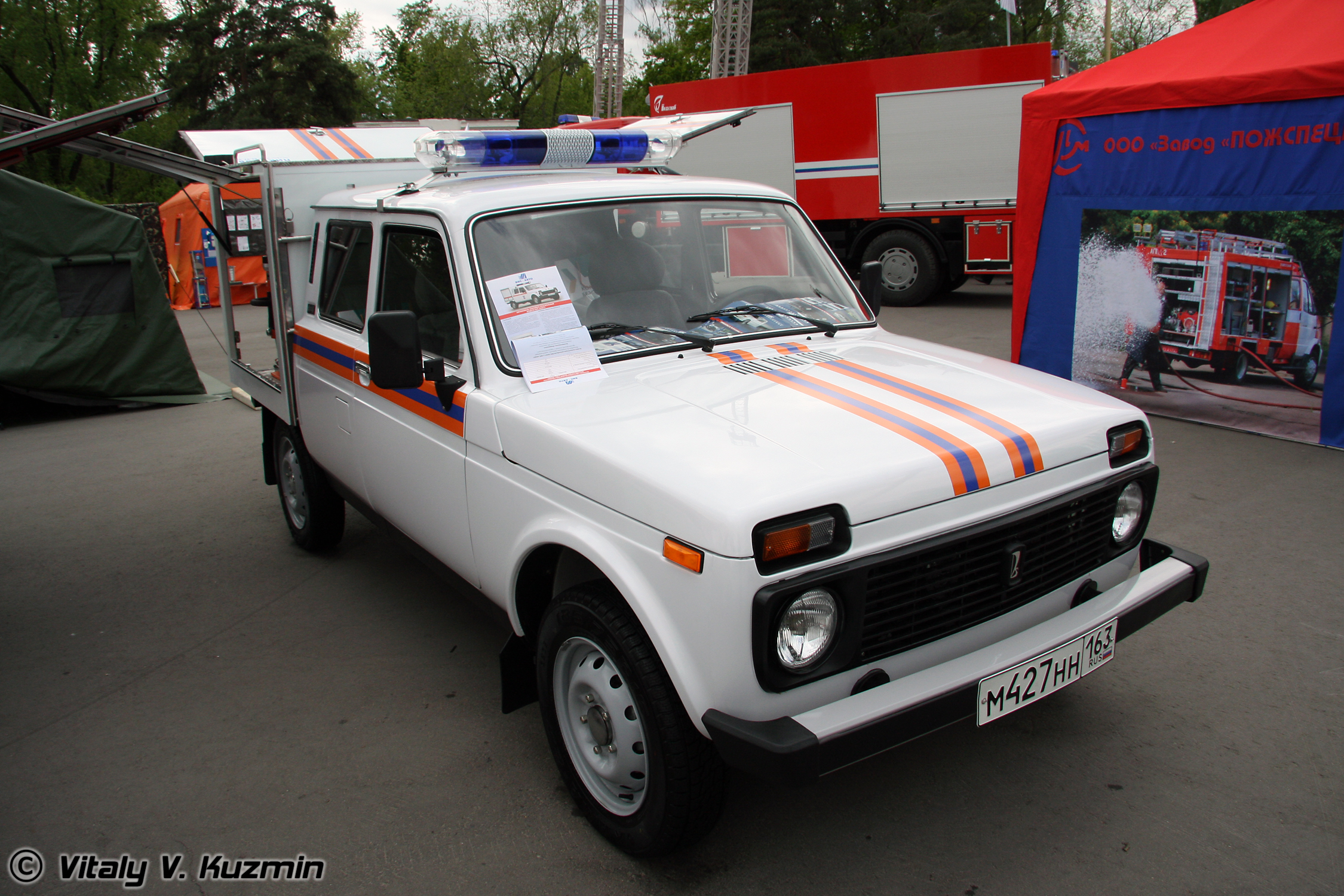
ВИС-294611 (автомобиль аварийно-спасательный)
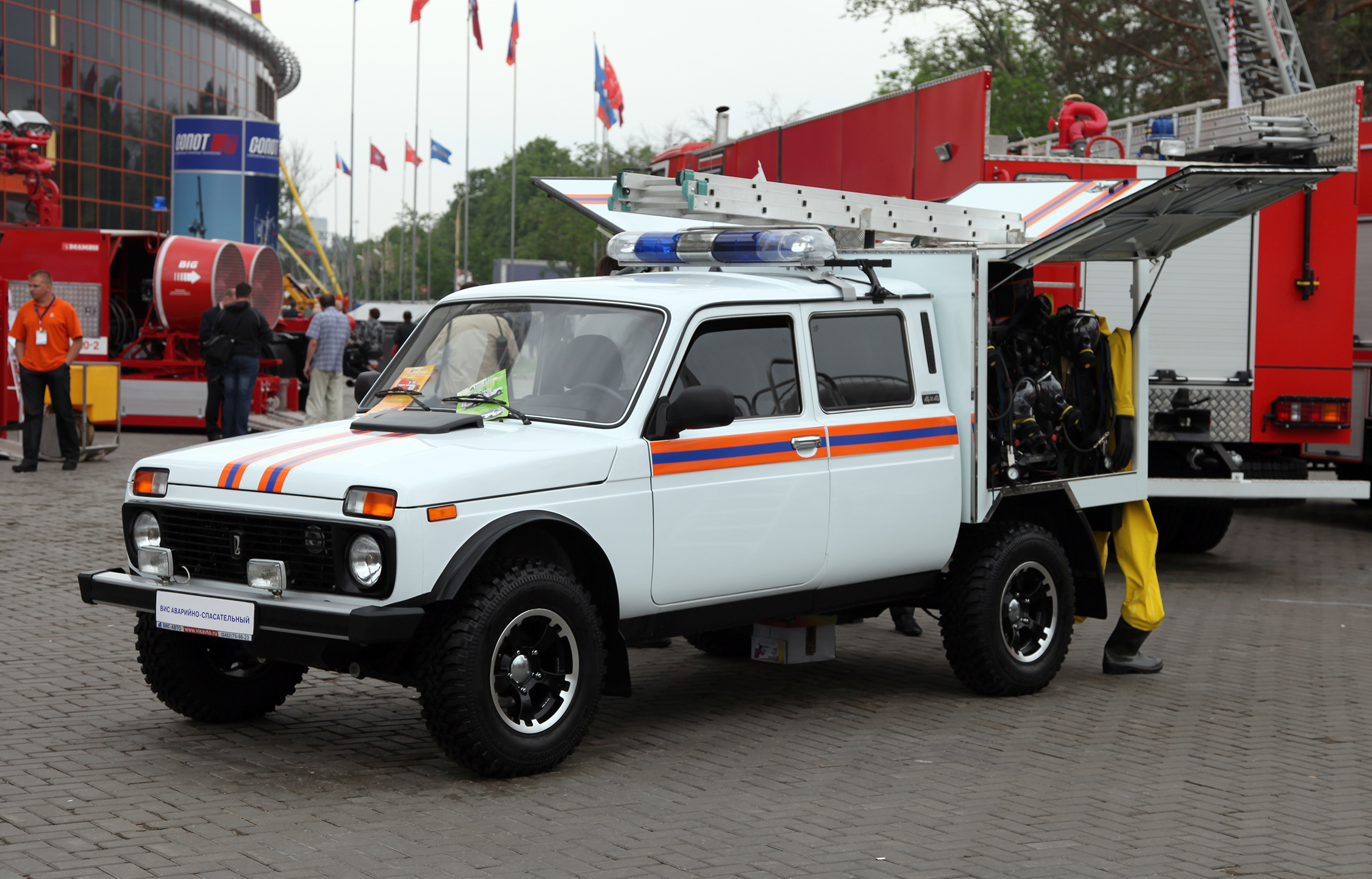
ВИС-294611 (автомобиль аварийно-спасательный)
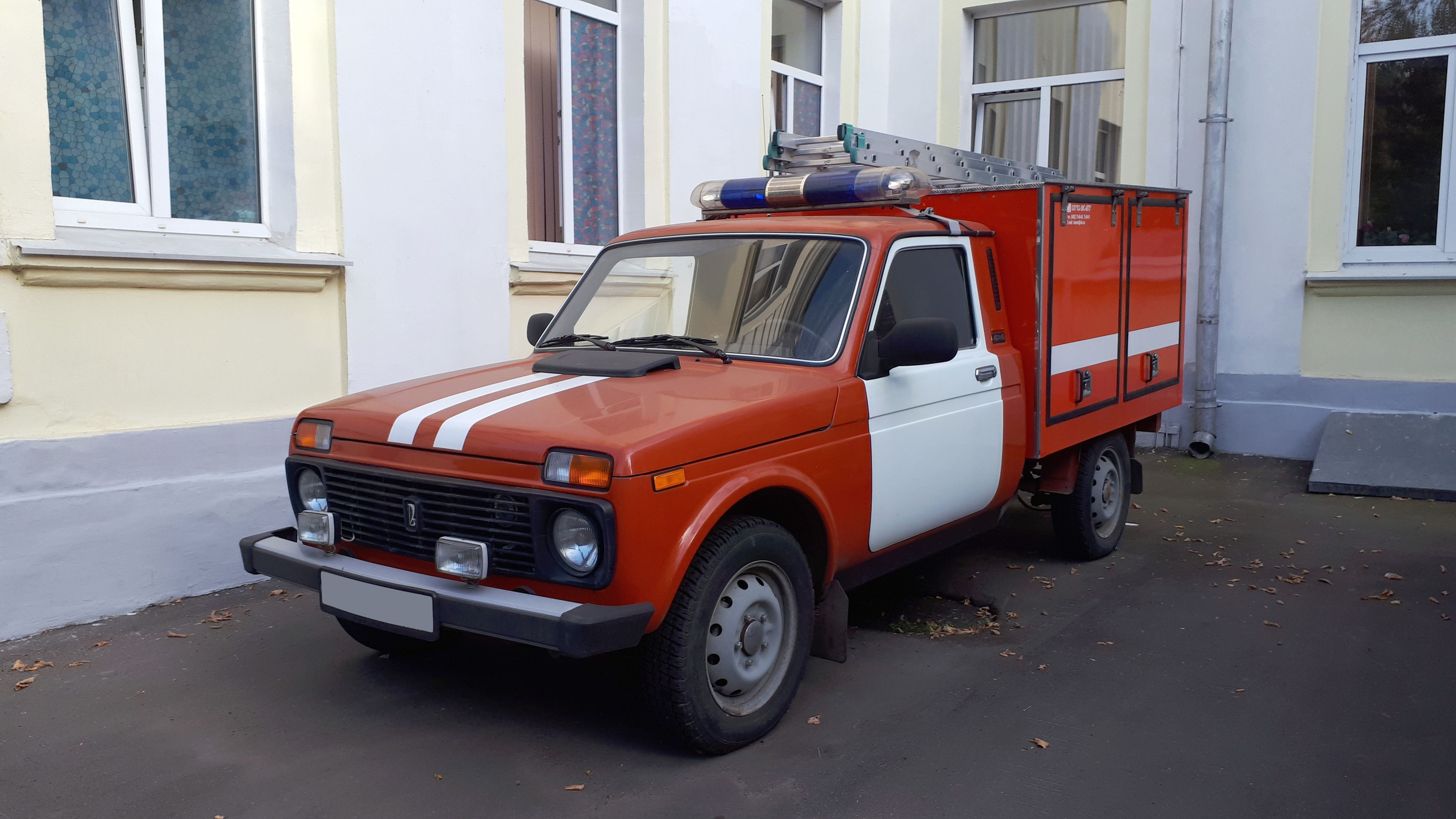
ВИС-294601
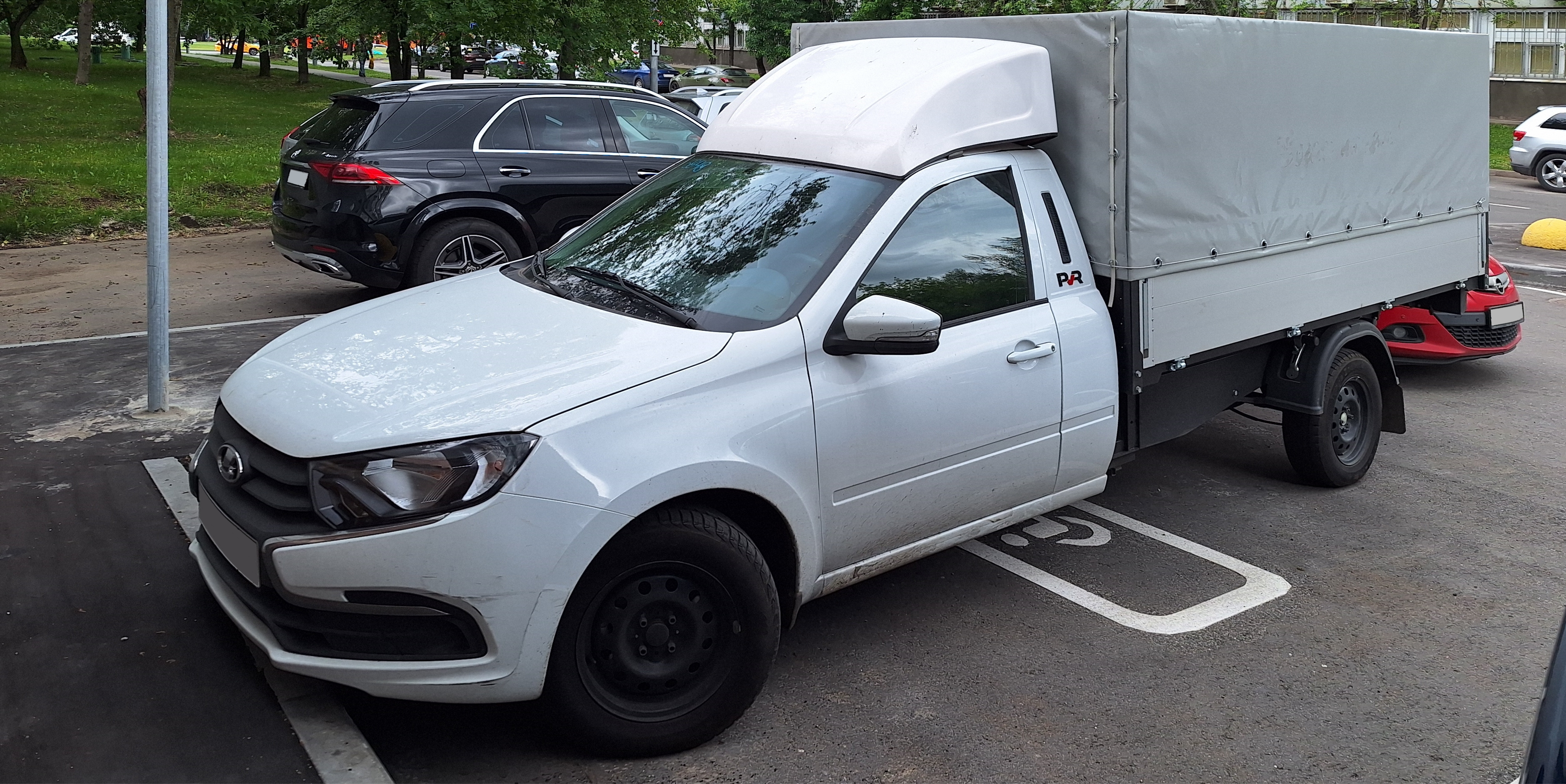
PVR-235700.]] |PVR-235700 (удлинённый ВИС-234900)